# Svenska Cupen 2009
La Svenska Cupen 2009 è stata la 54ª edizione della Svenska Cupen, coppa nazionale calcistica svedese.

## Turno preliminare
Le partite di questo turno sono state disputate il 14, 21, o 22 marzo 2009.
|                        | Risultato |                         |
| ---------------------- | --------- | ----------------------- |
| IF Lödde               | 0-3       | Kristianstads FF        |
| Slottsskogen/Godhem IF | 0-5       | IK Gauthiod             |
| Ljungby IF             | 1-2       | Husqvarna FF            |
| Hammarby TFF           | 5-1       | Vallentuna BK           |
| Enskede IK             | 1-0       | Linköpings FF           |
| Växjö Norra IF         | 0-4       | IFK Hässleholm          |
| Mjölby AI FF           | 2-4       | Vetlanda FF             |
| Gröndals IK            | 3-1       | Heby AIF                |
| IFK Fjärås             | 1-2       | Gunnilse IS             |
| IK Östria Lambohov     | 0-2       | Nyköpings BIS           |
| FC Widerlöv Uppsala    | 1-4       | Kvarnsvedens IK         |
| Dalkurd FF             | 4-2       | Västerås SK FK          |
| Sjöbo IF               | 0-3       | IFK Malmö FK            |
| Höganäs BK             | 0-2       | IFK Klagshamn           |
| Åsebro IF              | 2-5       | Karlstad BK             |
| Asarums IF FK          | 0-6       | IFK Berga               |
| Reymersholms IK        | 0-5       | Arameiska-Syrianska KIF |
| Tidaholms GoIF         | 2-6       | IK Oddevold             |
| Handelskamraternas IS  | 2-0       | Dalhem IF               |
| Rydaholms GoIF         | 0-3       | IS Halmia               |
| Hudiksvalls ABK        | 3-4       | Sandvikens IF           |
| KF Velebit             | 1-0       | Kinna IF                |
| Domsjö IF              | 1-4       | IFK Timrå               |
| Skrea IF               | 0-4       | Lunds BK                |
| Sollentuna United FF   | 1-0       | Valsta Syrianska IK     |

## Primo turno
Le partite di questo turno sono state disputate tra le seguenti date: 25, 28, 29, 30 marzo, 2, 3 o 4 aprile 2009.
|                       | Risultato |                        |
| --------------------- | --------- | ---------------------- |
| Nyköpings BIS         | 7-8       | Syrianska FC           |
| IFK Malmö FK          | 0-3       | Kristianstads FF       |
| Norrby IF             | 2-1       | Husqvarna FF           |
| Alviks IK             | 1-4       | Ersboda SK             |
| Lunds BK              | 0-1       | Landskrona BoIS        |
| Skövde AIK            | 3-1       | Degerfors IF           |
| KB Karlskoga          | 0-2       | BK Forward             |
| Markaryd IF           | 0-2       | IS Halmia              |
| Hammarby TFF          | 3-1       | Vasalunds IF           |
| IFK Berga             | 0-2       | IFK Hässleholm         |
| IFK Klagshamn         | 0-2       | IF Limhamn Bunkeflo    |
| IK Oddevold           | 1-3       | Lindome GIF            |
| IFK Timrå             | 0-5       | Östersunds FK          |
| IFK Umeå              | 1-4       | IFK Luleå              |
| KF Velebit            | 0-4       | Gunnilse IS            |
| Karlstads BK          | 2-7       | FC Trollhättan         |
| Sollentuna United FF  | 0-5       | Väsby United           |
| IK Gauthiod           | 0-4       | Qviding FIF            |
| Enskede IK            | 1-0       | Armeiska-Syrianska KIF |
| Vetlanda FF           | 0-2       | Jönköpings Södra IF    |
| Handelskamraternas IS | 0-3       | Gröndals IK            |
| Dalkurd FF            | 1-2       | Sirius                 |
| Kvarnsvedens IK       | 0-2       | Sandvikens IF          |
| IFK Ölme              | 4-1       | Karlslunds IF HFK      |

## Secondo turno
Le partite di questo turno sono state disputate l'8 o 9 aprile 2009.
|                     | Risultato |                     |
| ------------------- | --------- | ------------------- |
| IS Halmia           | 1-4       | Kristianstads FF    |
| IFK Ölme            | 1-2       | Assyriska FF        |
| Gunnilse IS         | 2-0       | Jönköpings Södra IF |
| Ängelholms FF       | 1-3       | Ljungskile SK       |
| IF Limhamn Bunkeflo | 1-3       | Mjällby AIF         |
| FC Trollhättan      | 2-3       | Qviding FIF         |
| IFK Luleå           | 1-5       | Sundsvall           |
| Norrby IF           | 0-3       | Åtvidabergs FF      |
| Enskede IK          | 1-4       | IFK Norrköping      |
| Hammarby TFF        | 0-3       | Väsby United        |
| Sandvikens IF       | 0-2       | Syrianska FC        |
| Lindome GIF         | 0-1       | Landskrona BoIS     |
| IFK Hässleholm      | 5-4       | Falkenbergs FF      |
| Ersboda SK          | 3-1       | Östersunds FK       |
| Gröndals IK         | 3-4       | Sirius              |
| BK Forward          | 0-3       | Skövde AIK          |

## Terzo turno
Le partite di questo turno sono state disputate il 25 o 26 aprile 2009.
|                  | Risultato |                |
| ---------------- | --------- | -------------- |
| Kristianstads FF | 1-4       | Örebro         |
| Ljungskile SK    | 1-2       | Elfsborg       |
| Ersboda SK       | 1-8       | Göteborg       |
| Åtvidabergs FF   | 1-4       | Hammarby       |
| Syrianska FC     | 5-1       | Trelleborgs    |
| Qviding FIF      | 1-3       | Gefle IF       |
| Assyriska FF     | 2-4       | BK Häcken      |
| Sirius           | 2-0       | Brommapojkarna |
| IFK Hässleholm   | 0-2       | Djurgården     |
| Landskrona BoIS  | 4-2       | GAIS           |
| Mjällby AIF      | 1-0       | Malmö FF       |
| Väsby United     | 0-2       | Helsingborg    |
| GIF Sundsvall    | 1-0       | Kalmar         |
| Skövde AIK       | 0-2       | Halmstad       |
| Gunnilse IS      | 2-0       | Örgryte IS     |
| IFK Norrköping   | 1-2       | AIK            |

## Ottavi di finale
Le partite di questo turno sono state disputate il 13 o 14 maggio 2009.
|                 | Risultato |             |
| --------------- | --------- | ----------- |
| Örebro          | 3-0       | Halmstad    |
| Mjällby AIF     | 4-2       | Hammarby    |
| GIF Sundsvall   | 3-5       | Häcken      |
| Landskrona BoIS | 1-4       | Göteborg    |
| Gefle           | 1-0       | Djurgården  |
| Sirius          | 0-1       | AIK         |
| Syrianska FC    | 2-1       | Elfsborg    |
| Gunnilse IS     | 0-7       | Helsingborg |

## Quarti di finale
Le partite di questo turno sono state disputate il 28 giugno, 8 luglio o 9 luglio 2009.
|              | Risultato |             |
| ------------ | --------- | ----------- |
| Syrianska FC | 1-3       | Helsingborg |
| BK Häcken    | 1-0       | Örebro      |
| Mjällby AIF  | 1-2       | AIK         |
| Göteborg     | 3-1       | Gefle IF    |

## Semifinali
Le partite di questo turno sono state disputate il 6 settembre e il 16 settembre 2009.
|             | Risultato |          |
| ----------- | --------- | -------- |
| AIK         | 3-2       | Häcken   |
| Helsingborg | 1-3       | Göteborg |

## Finale
La partita di questo turno è stata disputata il 7 novembre.
|     | Risultato |          |
| --- | --------- | -------- |
| AIK | 3-0       | Göteborg |